# Moniek Kleinsman
Moniek Kleinsman (Bentelo, 3 november 1982) is een voormalig Nederlands langebaanschaatsster en politica van het CDA.

## Biografie
Al vroeg in haar jeugd leerde Kleinsman schaatsen, op vierjarige leeftijd kreeg ze al haar eerste schaatsles. Toen ze wat serieuzer ging schaatsen trok ze net als haar broer naar het shorttrack, maar toen ze twaalf jaar was besloot ze te gaan voor de langebaan. Sindsdien groeide ze uit tot een talent. De 3D-schaats is een type schaats waarvan zij klapmechanisme in 1999 ging testen in opdracht van industrieel ontwerper Maurits Homan en Hans Veldhuis, net als Paulien van Deutekom. Op 23 maart 2002 reed zij in Calgary een officieus wereldrecord op de 10.000 meter in 15.07,50, dat twee jaar daarvoor op naam stond van Van Deutekom. Naast het schaatsen ronde Kleinsman ook de HBO-opleiding verpleegkunde aan de Saxion Hogeschool in Enschede af.

### Schaatscarrière
In het schaatsseizoen 2004/2005 brak ze door bij de senioren door de Nationale allroundtitel te pakken op het NK Allround. Ze reed verder dat seizoen World Cup-wedstrijden (9e in world cup-klassement), werd zevende op het EK Allround (derde op de 3000 meter in 4.08,94), achtste op het WK Allround. Op het WK Afstanden werd ze op de 3000 meter beste Nederlandse met een 7e plek (4.17,01), voor Gretha Smit en Renate Groenewold.
Daarnaast werd ze tweemaal derde op het NK Afstanden, op 3000 en 5000 meter. Eind maart tekende Kleinsman met Jenita Hulzebosch-Smit een tweejarig contract bij de DSB-schaatsploeg van Dirk Scheringa met Jan Wiebe Last.
Op 28 december 2005 weet Kleinsman zich tijdens het NK Afstanden in Heerenveen - tevens OKT - op de 3000 meter te kwalificeren voor de Olympische Winterspelen van 2006 in Turijn. Haar tijd van 4.07,03 was goed voor de derde plaats achter Ireen Wüst en Renate Groenewold, maar nog voor de niet genomineerde Wieteke Cramer en daarmee voldoende voor de kwalificatie. Op de 5000 meter reed ze twee dagen later een persoonlijk record maar eindigde daarmee als vierde. Haar optreden op de Winterspelen viel fors tegen en door haar teleurstellende 17e tijd op de 3000 meter verloor Nederland een startbewijs op de 5000 meter. Gretha Smit mocht daardoor niet uitkomen op de langste afstand. Kleinsman werd ook samen met Smit en Groenewold opgesteld voor de kwalificatieronde van de ploegenachtervolging, waarbij een teleurstellende vierde plaats werd behaald. Hierdoor trof Nederland in de volgende ronde favoriet Duitsland en volgde uitschakeling.
In januari 2007 won Kleinsman op de Universiade, de Olympische Spelen voor studenten, een zilveren medaille op de 5000 meter en een bronzen medaille op de 1500 meter. Twee jaar hiervoor had ze de 3000 meter op de Universiade van 2005 al gewonnen.
Kleinsman trainde in seizoen 2007/2008 mee met de Opleidingsploeg van de KNSB. Voor aanvang van het NK Afstanden werd Kleinsman getroffen door een streptokokkenbacterie. Dit werd veroorzaakt door een injectie in haar enkel vanwege een blessure. Het herstel duurde langer dan verwacht en ook het NK Allround bleek niet haalbaar. In november moest ze noodgedwongen rust nemen. Per 1 januari kon ze de trainingen hervatten.

#### Comeback
Vanaf 2008/2009 trainde Kleinsman in het Gewest Zuid-Holland onder leiding van Wim den Elsen en Arnold van der Poel. Ze plaatste zich dat seizoen voor het NK Afstanden 2009 op de 3000 meter en in december wist ze zich te kwalificeren voor het NK Allround, waar ze uiteindelijk dertiende werd. In seizoen 2009/2010 maakte Kleinsman haar comeback door op de 3000 meter als vierde en op de 5000 meter als tweede te eindigen. Daarmee kwalificeerde ze zich voor de eerste twee World Cup-wedstrijden. Bovendien reed ze op 11 december in Salt Lake City een nieuw persoonlijk record op de 3000 meter: 4.05,97.
In 2010 maakte Kleinsman de overstap van Gewest Zuid-Holland naar Gewest Overijssel. Tijdens het NK Afstanden 2011 kon ze wederom rekenen op deelname aan de wereldbekerwedstrijden op de lange afstanden: ze werd vijfde op de 3000 meter en won de 5000 meter. Die laatste afstand had wel een nare bijsmaak door de diskwalificatie van Jorien Voorhuis die meerdere keren de rechte lijn overschreed (bekend als de Dr. Bibberregel), maar wel de snelste tijd noteerde. Na een goed voorseizoen wist Kleinsman zich wegens gezondheidsklachten niet te plaatsen voor de 2e serie World Cups en miste daardoor ook het WK Afstanden in Inzell. In seizoen 2011/2012 maakte Kleinsman deel uit van het nieuwe Team Op=Op Voordeelshop onder leiding van Groenewold en Peter Kolder. Vanwege een blessure zette ze aan het einde van het jaar een punt achter haar carrière.

### Na het schaatsen
Naast het schaatsen begon ze in 2010 te werken bij Twente Milieu waar zij verantwoordelijk was voor een project in gezondheidsmanagement genaamd "TwenteFIT". Dit kon zij tijdens haar topsportloopbaan combineren met behulp van een topsportregeling. Later werd ze ambassadrice van het Jeugdsportfonds Overijssel en lid van het CDA bij de plaatselijke afdeling in Tubbergen.
Kleinsman werd gevraagd zich verkiesbaar te stellen voor de Provinciale Statenverkiezingen van 2015. Ze werd met 3.705 voorkeurstemmen verkozen. In 2015 stopte ze ook met haar werk bij Twente Milieu. Bij de Provinciale Statenverkiezingen van 2019 steeg het aantal behaalde voorkeursstemmen naar 4.826 waarmee ze werd herkozen.

## Persoonlijke records
| Afstand      | Tijd      | Datum            | Baan           |
| ------------ | --------- | ---------------- | -------------- |
| 500 meter    | 40,41     | 18 december 2004 | Heerenveen     |
| 1000 meter   | 1.20,56   | 2 januari 2005   | Heerenveen     |
| 1500 meter   | 1.58,95   | 13 november 2005 | Calgary        |
| 3000 meter   | 4.05,97   | 11 december 2009 | Salt Lake City |
| 5000 meter   | 7.06,47   | 30 december 2005 | Heerenveen     |
| 10.000 meter | 15.07,50* | 23 maart 2002    | Calgary        |

- = Nederlands juniorenrecord

## Resultaten
| Jaar | NK Afstanden                         | NK Allround | EK Allround | WK Allround | WK Afstanden                        | Olympische Spelen          | WK Junioren |
| ---- | ------------------------------------ | ----------- | ----------- | ----------- | ----------------------------------- | -------------------------- | ----------- |
| 2000 | 12e 1500m                            |             |             |             |                                     |                            |             |
| 2001 |                                      | NC14        |             |             |                                     |                            |             |
| 2002 | 14e 3000m                            |             |             |             |                                     |                            | 10e         |
| 2003 | 9e 1500m 8e 3000m 4e 5000m           | NC9         |             |             |                                     |                            |             |
| 2004 | 18e 1500m 10e 3000m                  | 9e          |             |             |                                     |                            |             |
| 2005 | 6e 1000m · 10e 1500m · 3000m · 5000m | Goud        | 7e          | 8e          | 7e 3000m 12e 5000m 6e achtervolging |                            |             |
| 2006 | 9e 1500m · 3000m · 4e 5000m          | NC11        | DQ4         |             |                                     | 17e 3000m 6e achtervolging |             |
| 2007 | 14e 1500m 9e 3000m 8e 5000m          | NC15        |             |             |                                     |                            |             |
| 2008 | -                                    | -           |             |             |                                     |                            |             |
| 2009 | 14e 3000m                            | NC13        |             |             |                                     |                            |             |
| 2010 | 4e 3000m · 5000m                     | NC12        |             |             |                                     |                            |             |
| 2011 | 5e 3000m · 5000m                     | NC16        |             |             |                                     |                            |             |

NC# = niet gekwalificeerd voor de laatste afstand, maar wel als # geklasseerd in de eindrangschikking

### Medaillespiegel
| Kampioenschap | Goud | Zilver | Brons |
| ------------- | ---- | ------ | ----- |
| NK Afstanden  | 1    | 1      | 3     |
| NK Allround   | 1    | 0      | 0     |